# Bouville (Eure-et-Loir)
Bouville é uma comuna francesa na região administrativa do Centro, no departamento Eure-et-Loir. Estende-se por uma área de 15,44 km². Em 2010 a comuna tinha 597 habitantes (densidade: 38,7 hab./km²).